# Alpha Cassiopeiae
Alpha Cassiopeiae (Schedar, 18 Cassiopeiae) é uma estrela na direção da Cassiopeia. Possui uma ascensão reta de 00h 40m 30.39s e uma declinação de +56° 32′ 14.7″. Sua magnitude aparente é igual a 2.24. Considerando sua distância de 228 anos-luz em relação à Terra, sua magnitude absoluta é igual a −1.99. Pertence à classe espectral K0II-IIIvar.